# Rudolf Kerler
Rudolf Kerler (* 23. März 1911; † 9. November 1980) war ein deutscher Kommunalpolitiker.
Kerler war von 2. Januar 1944 bis 21. November 1944 Landrat des Landkreises Starnberg.